# Бризинг
Бри́зинг или Бре́зынка (нем. Briesing; в.-луж. Brězynkaо файле) — деревня в Верхней Лужице, Германия. Входит в состав коммуны Мальшвиц района Баутцен в земле Саксония. Подчиняется административному округу Дрезден.

## География
Находится на территории биосферного заповедника «Пустоши и озёра Верхней Лужицы» в южной части района Лужицких озёр на западе от административного центра коммуны деревни Мальшвиц. Через деревню проходит автомобильная дорога B156.
Соседние населённые пункты: на севере — деревня Чельхов коммуны Гросдубрау, на востоке — административный центр коммуны деревня Мальшвиц, на юго-востоке — деревня Плусникецы, на юге — деревня Дельня-Горка и на западе — деревня Мала-Дубрава коммуну Гросдубрау.

## История
Впервые упоминается в 1237 году под наименованием Bresin.
С 1936 по 1994 года входила в коммуну Нидергуриг. В 1994 году вошла в состав современной коммуны Мальшвиц.
В настоящее время деревня входит в состав культурно-территориальной автономии «Лужицкая поселенческая область», на территории которой действуют законодательные акты земель Саксонии и Бранденбурга, содействующие сохранению лужицких языков и культуры лужичан.
Исторические немецкие наименования
- Bresin, 1237
- Brezin, 1341
- Bresni, 1360
- Bresin, 1465
- in magno Bresin, 1488
- Breßen magnum, 1519
- Bresinka, 1594
- Bresigk, 1562
- Brising, 1598
- Brysincka, 1658
- Persing, 1721
- Briesing, 1732
- Bresinke, Briesink, 1818

Историческое серболужицкое наименование
- Brěznik (Брежник)

## Население
Официальным языком в населённом пункте, помимо немецкого, является также верхнелужицкий язык.
Согласно статистическому сочинению «Dodawki k statisticy a etnografiji łužickich Serbow» Арношта Муки в 1884 году в деревне проживало 183 человека (из них — 176 серболужичан (96 %)).
| 1834 | 1871 | 1890 | 1910 | 1925 |
| ---- | ---- | ---- | ---- | ---- |
| 200  | 199  | 195  | 179  | 179  |

## Известные жители и уроженцы
- Арношт Барт (1870—1956) — серболужицкий политик и общественный деятель.
- Мерчин Каспер (1929—2011) — серболужицкий историк-сорабист, общественный деятель, директор Института серболужицкого народоведения.